# Šinmoedake
Šinmoedake (japonsky: 新燃岳) je aktivní vulkán, který se nachází v jižní části japonského ostrova Kjúšú ve skupině vulkánů Kirišima.

## Erupce
Aktivita sopky byla v minulosti zaznamenána v letech 1716, 1717, 1771, 1822, 1959, 1991, 2008 a 2009. Poslední erupce začala 19. ledna 2011 a byla příčinou uzavření leteckého prostoru v jihozápadní části Japonska. Současně s tím místní úřady nařídily evakuaci více než jednoho tisíce obyvatel z ohrožené zóny v blízkosti vulkánu.